# Ulrich von Sell

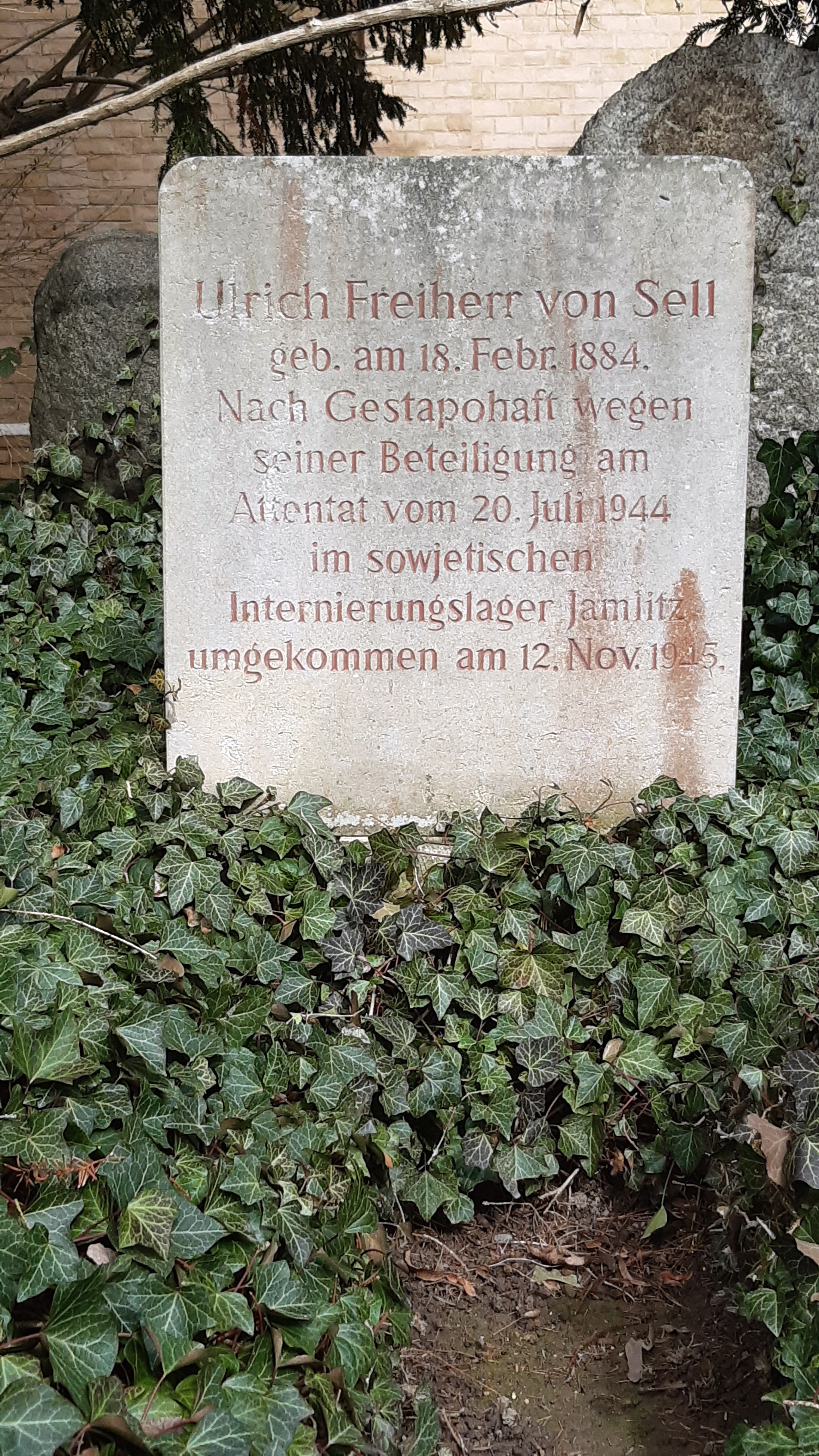
Gedenkstein auf dem Bornstedter Friedhof in Potsdam.

Ulrich Freiherr von Sell (* 18. Februar 1884 in Berlin; † 12. November 1945 in Jamlitz) war ein deutscher Offizier der Preußischen Armee und später der Wehrmacht. Er war ein enger Vertrauter des letzten deutschen Kaisers Wilhelm II.

## Leben
Ulrich von Sell war der Sohn des späteren preußischen Generalmajors Wilhelm von Sell (1842–1922) und dessen Ehefrau Hedwig, geborene von Rosenstiel (* 23. April 1860 in Marienwalde). Seine drei Brüder fielen als Offiziere im Ersten Weltkrieg.
Nach dem Ende seiner Schulzeit schlug Sell eine Militärlaufbahn in der Preußischen Armee ein. Aus dem Kadettenkorps kommend wurde er am 22. März 1902 als Leutnant dem Kaiser Franz Garde-Grenadier-Regiment Nr. 2 überwiesen. Von 1910 bis 1914 war Sell zur Dienstleistung beim Auswärtigen Amt kommandiert und fungierte während dieser Zeit als Adjutant des Reichskanzlers Theobald von Bethmann Hollweg. Diese Stellung hatte Sell auch über den Ausbruch des Ersten Weltkriegs hinaus inne und wurde am 8. Oktober 1914 zum Hauptmann befördert. Im weiteren Kriegsverlauf war er im Generalstab des XXVI. Reserve-Korps tätig und wurde später Erster Generalstabsoffizier der 33. Division an der Westfront. In dieser Funktion erlitt er am 27. Mai 1918 einen schweren Schädelschuss.
Nach Kriegsende schied er mit dem Charakter als Major aus dem Militärdienst aus und war im Bereich Handel und Finanzen tätig. Ab 1922 war er bei dem ehemaligen deutschen Kaiser Wilhelm II., der sich im niederländischen Exil aufhielt, als Vermögensverwalter beschäftigt. Zudem bekleidete er ab 1927 in dessen Hausministerium den Posten eines Referenten, wurde Flügeladjutant und war ab 1929 Leiter der Privatschatulle. Sell sagte 1937 im Prozess gegen Martin Niemöller zu dessen Gunsten aus. Sell riet dem früheren Kaiser davon ab, mit Adolf Hitler zu konferieren. Als Wilhelm II. 1941 starb, vollstreckte Sell dessen Testament.
Nach Beginn des Zweiten Weltkrieges gehörte Sell ab Ende September 1939 im Rang eines Oberstleutnants dem Amt Ausland/Abwehr im Oberkommando der Wehrmacht (OKW) an, in dem er die Abteilung 9 leitete und Stellvertreter des Leiters der Auslandsbriefprüfstelle (ABP-3) war. Ab 1941 leitete Sell die Auslandsbriefprüfstelle. Sell wurde 1942 aus dem Amt entlassen und vor ein Kriegsgericht gestellt. Hintergrund dieser Maßnahme war, dass Sell in seiner Dienststelle „jüdisch versippte“ Mitarbeiter beschäftigt hatte und „ungerechtfertigt“ Beschäftigte als unabkömmlich vom Kriegsdienst zurückstellen hatte lassen. Danach wurde er offiziell der Division Brandenburg zugeteilt. Sell, der mit Wilhelm Canaris, Hans Oster, Ulrich von Hassell und Werner von Haeften verdeckte Treffen in seinem Haus abhielt, war auch durch Beratungen im Bendlerblock über den militärischen Widerstand informiert. Im Schattenkabinett Beck/Goerdeler war Sell als Verbindungsoffizier im Wehrkreis IX (Kassel) eingeplant. Nach dem gescheiterten Attentat vom 20. Juli 1944 wurde er durch Mitarbeiter der Gestapo festgenommen, verhört und im Zellengefängnis Lehrter Straße inhaftiert. Am 30. März 1945 wurde Sell aus der Untersuchungshaft entlassen.
Nach der Schlacht um Berlin wurde Sell durch SMERSCH-Mitarbeiter verhaftet, als er für seinen inhaftierten ehemaligen Mitarbeiter Paul Poensgen eine entlastende Aussage machen wollte. Sell wurde am 1. August 1945 in das Speziallager Nr. 6 eingewiesen, das im September 1945 aufgelöst und nach Jamlitz verlegt wurde. Dort starb Sell im November 1945 an Lungenentzündung und Unterernährung.
Sell war verheiratet mit Augusta, geborene von Brauchitsch. Das Paar hatte einen Sohn und eine Tochter. Der Sohn Friedrich-Wilhelm von Sell wurde Intendant des WDR und ORB. Die Tochter Sybilla Augusta Sophia (1923–2022) wanderte nach Ende des Zweiten Weltkrieges in die USA aus und wurde amerikanische Staatsbürgerin. Von 1959 bis 1968 war sie mit Ross Donaldson, u. a. Vizepräsident von NBC verheiratet. Nach ihrer Scheidung heiratete sie 1971 den Pastor Martin Niemöller, das Paar lebte in Wiesbaden. Sie konvertierte 1989 zum Judentum und führte seitdem den Namen Sarah Sibylle Niemöller von Sell.
Ulrich von Sell wurde durch die Militär-Hauptstaatsanwaltschaft Moskau am 30. Oktober 1997 posthum rehabilitiert.
Im Historischen Teil I des Bornstedter Friedhofs in Potsdam wurde ein Gedenkstein auf der Familiengrabanlage für ihn errichtet.